# WWE 2K19
WWE 2K19 es un videojuego de lucha libre profesional, basado en la misma empresa WWE. Desarrollado por Yuke's y Visual Concepts, es publicado y distribuido por 2K Sports. Fue lanzado a nivel mundial el 9 de octubre de 2018 para Microsoft Windows, PlayStation 4 y Xbox One.

## Desarrollo
El 15 de junio de 2018, 2K anunció WWE 2K19.
El 18 de junio de 2018, 2K realizó una conferencia de prensa en la que A.J. Styles anunció que aparecería en la portada del juego. presentado con el lema ''Never Say Never'', en español ''Nunca Digas Nunca''. Además de confirmar que estará disponible para Microsoft Windows, PlayStation 4 y Xbox One, anunciando que posiblemente no saldrá para la Nintendo Switch. También anunció el "Reto del Millón de Dólares de WWE 2K19", en el que los jugadores deben vencer un nuevo modo de juego y enviar un video promocional, tras el cual serán seleccionados cuatro semifinalistas. Los semifinalistas competirán en un torneo para determinar quién se enfrentará a Styles por el premio del millón de dólares.
El 25 de junio de 2018, el exluchador de WWE Rey Mysterio fue anunciado como el primer personaje extra en la pre-orden del videojuego. El 9 de julio de 2018, 2K confirmó que el videojuego no saldrá para la consola Nintendo Switch, tras la mala crítica de su antecesor en dicha consola, también Ronda Rousey fue anunciada como la segunda estrella del bonus pre-orden.
El 25 de julio se revela la edición coleccionista que lleva por nombre Wooooo! Edition o Edición Wooooo!, esta hace tributo a la carrera del miembro del Salón de la Fama Ric Flair, dicha edición lleva consigo contenido digital exclusivo, como trajes extra para dicha leyenda y su hija (Charlotte Flair), a los personajes de pre-orden (Rey Mysterio y Ronda Rousey), además de contenido para WWE SuperCard, cuadros conmemorativos que tienen pedazos de las batas más emblemáticas de la leyenda, el pase de temporada que incluye todos los DLC para el videojuego, un Funko especial de colección y una réplica del anillo del Salón de la Fama que pertenece a Ric Flair. Además, se confirmó que este estará disponible en 30.000 copias y únicamente para PlayStation 4 y Xbox One.
El 19 de septiembre, fue revelado el contenido de pase de temporada y DLCs del juego.

## Exclusividades
Los desarrolladores confirmaron que  Roddy "Rowdy" Piper, Dusty Rhodes y Ricky "The Dragon" Steamboat solo estarán disponibles para aquel que adquiera la versión Deluxe o Coleccionista, en esta última se incluirán tarjetas limitadas para WWE SuperCard con Ric Flair, Charlotte Flair y AJ Styles, así como una arena exclusiva jugable de Starrcade 1983, un Funko Pop! inspirado en "Nature Boy", una placa conmemorativa edición limitada con una pieza de tela de la icónica bata rosa o púrpura de Ric Flair y un anillo réplica del Salón de la Fama de la WWE exclusivo. Además, incluirá atuendos exclusivos de Ric Flair (WrestleMania 24) y Charlotte Flair (WrestleMania 32) e inclusive tendrá como personajes exclusivos jugables a "Macho Man" Randy Savage (WrestleMania VIII) y Undertaker (2002).

## Novedades

### Modos de juego y Exhibición
El 31 de julio, 2K confirma el modo 2K Towers; una serie de 8 torres de retos distintos con diferentes temáticas: Women's Revolution 1 y 2, Monsters, Tour of WWE, Legends: Jericho's List, Legends: Andre's Alliance, Legends: The People's Tower, Legends: Randy's Savages, My PLAYER y AJ Styles Million Dollar Challenge, este último consistirá en un reto que incluye a jugadores de México, España, Estados Unidos de América del Norte, Canadá (excepto Quebec), Francia, Irlanda, Suecia, Singapur, Holanda, Alemania, Portugal, Gran Bretaña, Bélgica, Australia y Nueva Zelanda. La torre deberá ser completada y será comprobado con el logro desbloqueado en Xbox One o PS4, mandar un vídeo a 2K con una promo y ser mayor de edad, 15 personas serán seleccionadas y llevadas a la WrestleMania 35 week, donde se enfrentarán en un mini-torneo, el ganador enfrentara a Styles y si también resulta vencedor será acreedor de un millón de dólares.
El 14 de agosto, 2K confirma el regreso del modo 2K Showcase, el famoso modo historia de la franquicia vuelve en donde los jugadores podrán revivir los momentos y combates más icónicos del luchador de WWE, Daniel Bryan. También tendrán que completar objetivos para desbloquear personajes legendarios, entradas y elementos del ring, tipos de combates y objetos desbloqueables.
El 20 de septiembre después de una convención exclusiva donde se revelaron las novedades de la entrega se confirmaron los nuevos modos de juego. Los más destacados fueron: Big Head Mode, consistente en una configuración que permite a los jugadores aumentar el tamaño de la cabeza de los participantes de un combate, con el único fin de entretener; y el modo Venganza, consistente en que los participantes de un combate ejecutan distintas habilidades. También algunas estipulaciones ya implantadas en entregas pasadas fueron mejoradas: ahora habrá la posibilidad de hacer  8 y 6  Pack Challenges,  además de implementar luchas Fatal 4-Way/Triple Threat Tornado Tag Team, ya sea en los tipos de combate como lo son Hell in a Cell, TLC o Steel Cage.
Esta entrega tiene como principales novedades el incluir las Fatal 5-Way Matches y él Royal Rumble Femenino, también se  añadió como lugar de backstage para pelear la "Bray Wyatt's House of Horror". Además los maletines de Money in the Bank tendrán una función parecida a los campeonatos, incluso se podrán defender en luchas individuales, y ahora en el "Modo Universo" se podrán programar a los ganadores de las luchas cuando sean simuladas y el regreso del WWE Draft.

### Creaciones
Esta entrega tiene como novedad que se puede crear un maletín de MITB totalmente personalizado. Además, en el modo "Crear Superestrella" se añadió la opción de crear un personaje compuesto por bloques como los de Minecraft.

## Ediciones
El 18 de junio de 2018, además de revelar la portada oficial del videojuego, también se confirmó que se contaría con 3 ediciones, las cuales serán lanzadas entre el 5 y el 9 de octubre de 2018.
| Edición       | DLC de regalo | Pase de temporada | Incentivo de reserva | Acceso previo                            | Coleccionables | Precio       |
| ------------- | --- | ----------------- | -------------------- | ---------------------------------------- | -------------- | ------------ |
| Estándar      | Rey Mysterio y Ronda Rousey.                                                                                                 | No                | Si                   | No, 9 de octubre de 2018                 | No             | (US$ 59.99)  |
| Deluxe        | Rey Mysterio y Ronda Rousey.                                                                                                 | Si                | Si                   | Si, 5 de octubre de 2018 (Solo preventa) | No             | (US$ 89.99)  |
| Coleccionista | Rey Mysterio, Ronda Rousey, Roddy Piper, trajes alternativos para Ric Flair y Charlotte Flair, contenido para WWE SuperCard. | Si                | Si                   | Si, 5 de octubre de 2018 (Solo preventa) | Si             | (US$ 129.99) |